# جون کوچی
جون کوچی (انگلیسی: Jun Kochi؛ زادهٔ ۲۲ مهٔ ۱۹۸۳) بازیکن فوتبال اهل ژاپن است.
از باشگاه‌هایی که در آن بازی کرده‌است می‌توان به باشگاه فوتبال آلبیرکس نیگاتا و باشگاه فوتبال چونبوری اشاره کرد.